# Guvernanttangara
Guvernanttangara (Gubernatrix cristata) är en starkt utrotningshotad fågel i familjen tangaror inom ordningen tättingar.

## Utseende och läte
Guvernanttangaran är en stor (20 cm) finkliknande fågel med karakteristiskt tecknad fjäderdräkt. Hanen är oivgul ovan med svarta streck på ryggen. På huvudet syns en lång och buskig svart tofs och svart haklapp, båda brett gulkantade. Undertill är den olivgul på bröst och flanker, mitt på buken gul. Även stjärten är gul med svarta centrala stjärtpennor. Honan är mattare färgad ovan och är grå på kinder, bröst och buksidor med ljudare mitt. Lite gult syns på hjässans bakre del, men i övrigt är tofs och haklapp inramat av vitt. Lätet består av serie med fyra till fem högljudda och melodiska visslingar.

## Utbredning och systematik
Guvernanttangaran förekommer från allra sydligaste Brasilien och Uruguay till norra Argentina. Den placeras som enda art i släktet Gubernatrix och behandlas som monotypisk, det vill säga att den inte delas in i några underarter.

### Familjetillhörighet
Tidigare behandlades den som en del av familjen kardinaler (Cardinalidae), under det svenska trivialnamnet grön kardinal. DNA-studier visar dock att den är en del av tangarorna.

## Habitat
Dess naturliga habitat består av torr savann, tempererat eller subtropisk fuktigt, busklandskap, och tempererade gräsmarker. 

## Status
Arten hotas av habitatförstöring och IUCN kategoriserar arten som starkt hotad.